# Buckwild
Anthony Best, bedre kendt som Buckwild, er en amerikansk producer født i The Bronx, New York City. Han startede som dj, men efter at have mødt Lord Finesse begyndte Buckwild at producere. Hans bedst kendte arbejde er med rapperen Black Rob og sangen "Whoa!".